# Flacourtia jangomas
merisier-pays
Espèce
Synonymes
- Flacourtia cataphracta Roxb. ex Willd.
- Stigmarota jangomas Lour. - basionyme[2]

Flacourtia jangomas, Merise-pays, Prune café dans les Antilles, ou Prune D’Inde, Prune Malgache à la Réunion, est une espèce de plantes à fleurs appartenant à la famille des Salicaceae comme les saules, (et anciennement à la famille Flacourtiaceae). C'est un arbre de forêt tropicale de plaine et de montagne. Il est souvent confondu avec l'espèce proche Flacourtia indica, dont il se distingue notamment par ses feuilles plus étroites et pointues. Il est largement cultivé en Asie du Sud-Est et de l'Est et s'est naturalisé dans un certain nombre d'endroits. Son origine sauvage est inconnue, mais il semble provenir d'Asie tropicale, peut-être d'Inde. Cet arbre est très commun dans le sud de l'Inde où représente une grande importance culinaire et médicinale, en particulier au Kerala où il est communément appelé lubica ou lovlolika. Les fruits sont consommés crus et cuits sous forme de confiture, et l'écorce est parfois utilisée en médecine traditionnelle. Il est parfois récolté pour son bois d'œuvre. La plante est considérée comme l'une des principales plantes hôtes de la mouche des fruits du Queensland (Bactrocera tryoni). 

## Description
Flacourtia jangomas est un arbuste ou petit arbre à feuilles caduques qui atteint une hauteur de 6 à 10 m. Le tronc et les branches sont densément recouverts d'épines ligneuses simples ou ramifiées et émoussées lorsqu'ils sont jeunes, mais en sont généralement dépourvus chez les vieux individus. L'écorce est brun clair à rouge cuivré avec une texture feuilletée et les feuilles sont vert clair et de forme ovale étroite. Il produit de petites fleurs odorantes blanches à verdâtre. Les fruits relativement juteux sont arrondis de rose à rouge foncé et mesurent environ 1 po (2,54 cm) de large. 

## Noms vernaculaires
Parmi ses noms vernaculaires connus, on peut citer :
- Arabe : Talis fi r, Zarnab
- Birman : Kyetyo Po, Mak Kyen, Naywe, Sumbrung
- Chinois : Yun Nan Ci Li Mu
- îles Cook : Venevene Pāma (Maori)
- Allemand : Paniala
- Anglais : Indian coffee plum, Indian sour cherry,rukam, runeala plum, scramberry
- Assamais : poniol (পনিয়ল)
- Bengali : ŧipa fol
- Espagnol : Ciruela De Madagascar, Ciruela Forastera, Jagomeira, Kerkup, Mamonga
- Français : Merisier Pays, prune café, prune d'Inde[12] (Antilles, Guyane), Prunier D’Inde, Prunier Malgache (Réunion)
- Inde : Paniyal, Phinel, Polian (Assamais), Bara Baichi, Paniala, Tali (Bengali), Dorichik (Garo), Talispatra (Gujarati), Jamuna, Pachnala, Paniala, Paniamla, Pani amla (पानी आमला), Paniyala, Paniyamalak, Talisapatri, Talispatar, talispatri (तालिसपत्री) (Hindi), Chanchali Mara, Chankali, Charichali, Goraji, Hulumanikc, Kirinelli, Shamper, Tahspatram, Talisapatri (Kannada), Dieng Sohmluh (Khasi), Jagam (Konkani), Thaliru, Vaiyyamkaitha, Vaiyyaṅkata, Vayyaṅkataku (Malayalam), Heitroi (Meitei), Champeran, Jangam, Jangli-Jagam, Paanaamle, Thambat (Marathi), Baincha (Oriya), Paaniiyaamalaka, Paniaala, Praachinaamalaka, Pracinamalaka, Sruvavrkash, Taala, Taali, Talisapatra, Talisapatraka, Vikankatah (Sanskrit), Acatam, Caralaka, Caralanka, Caralankam, Caralankay, Caralu, Catapattiram, Catapattiri, Ciropattiravicotani, Cukotaram, Curovattiravi, Cuvacakacaki, Cuvatukantakam, Cuvatukantam, Ilavankappattai, Mici, Mullumukanchi, Pattiracciliyam, Pattiraciliyam, Pattirakentam, Pattirakkiyam, Pattiri, Perunkamicam, Perunkamikappattiri, Piracciyamalakam, Piraciyamalakam, Talicai, Talicam, Tamalakam, Tamalakapattiri, Tamalakitalam, Tamalakitalam, Vaiyankarai, Vaiyyankarai, Valankarai, Vayankatucharalu (Tamoul), Kuragayi, Kuski, Kusus, Mullumaana, Tahspatram, Talisapatramu, Talisapatri, Thaaleesapathramu (Telugu), Talispatar (Urdu)
- Indonesien : Rukem, Situ (Java)
- Khmer : krâkhôp khmaèr
- Malais : Buah Kerkut, Akar Temberak, Daun Ekor Serangat, Bebuas Akar, Kelekup, Kerkuh, Kerkup, Kerkup Besar, Kerkup Bakoh, Kerpup, Kerukup, Rokam, Rukam
- Malayalam : lubica, lovlolika, vayyamkaitha (ലൗലോലിക്ക)
- Manipuri : heitroi (হৈত্ৰোঈ)
- Mizo : Sakhi Thei
- Néerlandais : Babydruif, Babykers
- Nepalais : Talispatri
- Niuean : Palamu
- Persan : Talispatar
- Portugais : Cereja-De-Cametá (Brésil), Ameixa-Da-Índia
- Rohingya, Chittagonien : fainná gula
- Sanskrit : sruvavrksha, vikankatah (स्रुववृक्ष)
- Sylheti : lukluki (ꠟꠥꠇꠟꠥꠇꠤ), kulkuli (ꠇꠥꠟꠇꠥꠟꠤ)
- Taïwanais : Luo Dan Mei, Yin Du Li
- Thaïlandais : Makwen Khwai (Nord Thaïlande), Tac Khop Khwai (Thaïlande centrale), Khrop, Ta Khop Thai, Takhob
- Vietnamien : Bô Quân, Hông Quân, Muôn Quân

## Utilisations

### Alimentaire
Les fruits de Flacourtia jangomas sont largement consommés dans toute l'Asie du Sud, crus et cuits. Ils sont connus pour leur goût aigre doux et acidulé. Les fruits sont marinés, confits au sel ou cuits au curry indien. Ils peuvent également être mélangés en jus ou transformés en confitures et marmelades qui sont très populaires dans le sud de l'Inde. Les confitures et les pickles de prune-café issus du commerce sont exportés à travers le monde par diverses sociétés, principalement depuis le Kerala. 

### Médicinal
En médecine traditionnelle sud-asiatique, les fruits et les feuilles de Flacourtia jangomas sont utilisées contre la diarrhée. Les feuilles séchées seraient efficaces contre la bronchite et les racines supprimeraient les maux de dents. L'écorce de Flacourtia jangomas a divers constituants antifongiques et antibactériens qui en font un ingrédient important pour quelques médicaments ayurvédiques,. La pâte d'écorce moulue est également utilisée pour guérir de nombreuses maladies courantes chez les populations tribales du Ghat occidental . 

### Bois
Le bois est parfois récolté pour le bois d'œuvre dans les États indiens du Tamil Nadu, du Kerala et du Karnataka. Il est souvent utilisé comme alternative moins chère du teck et à d'autres bois précieux. 

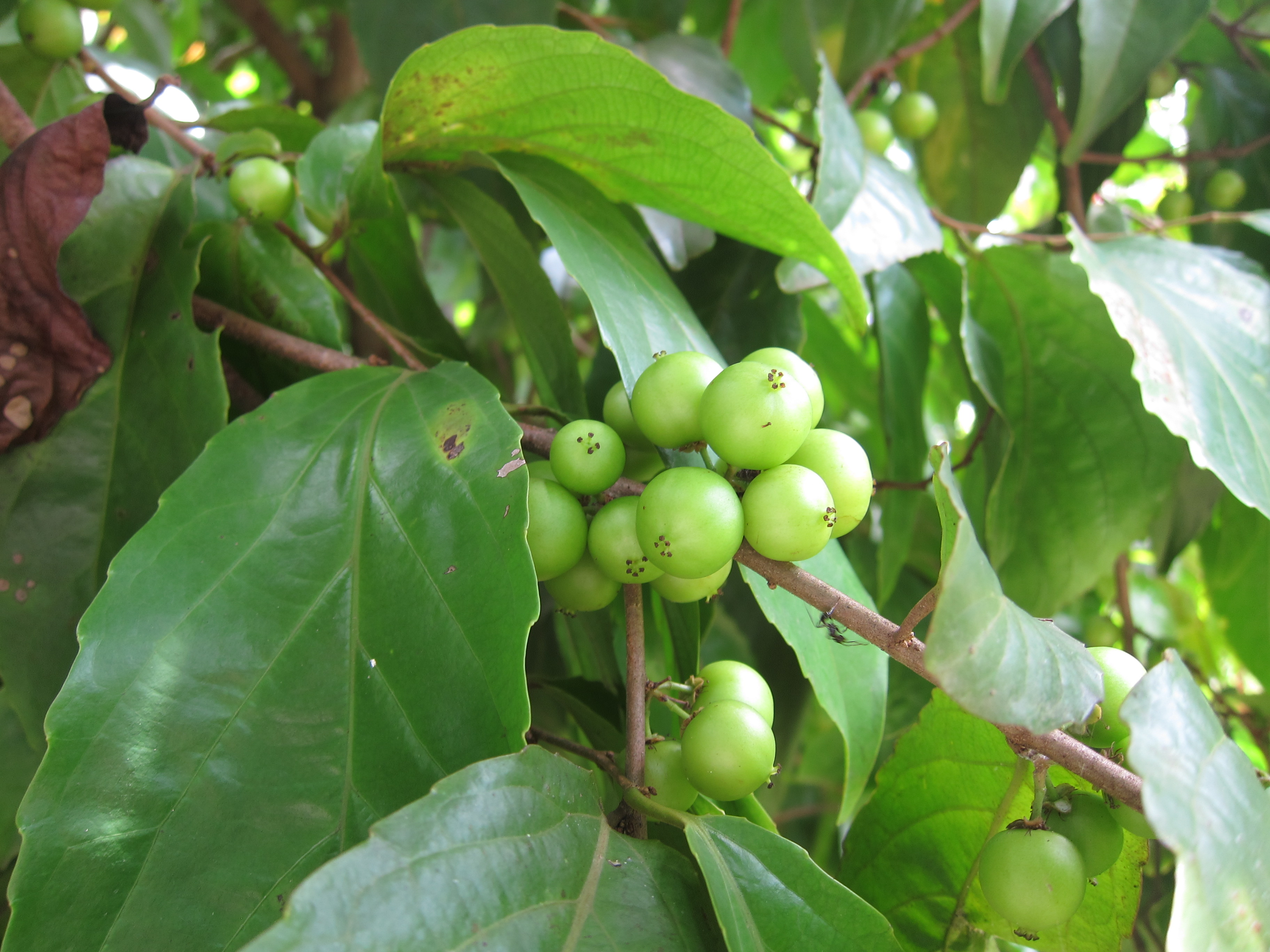
jeunes fruits immatures de Flacourtia jangomas.
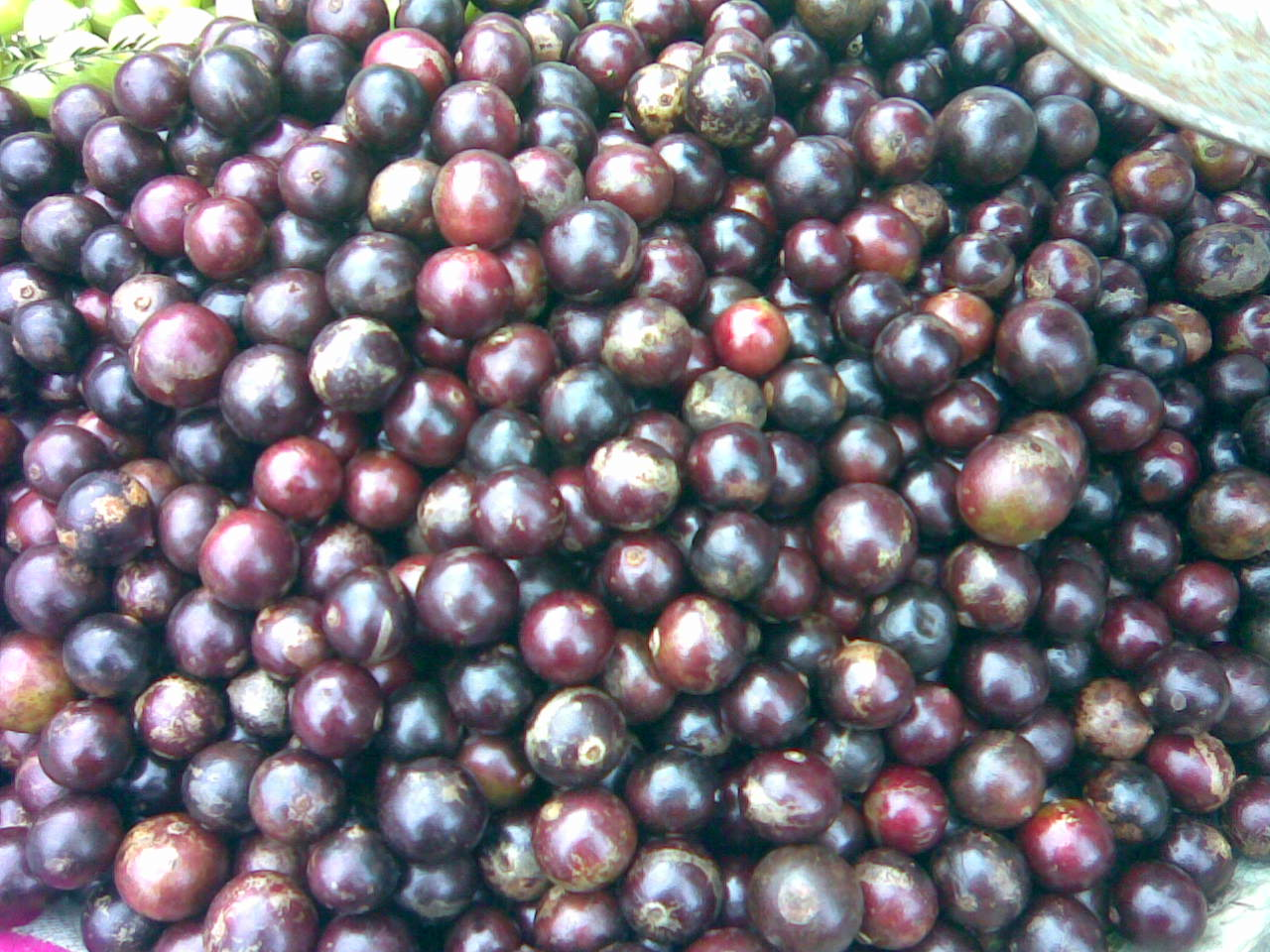
Merises-pays (fruits de Flacourtia jangomas).